# Citrus inodora
Citrus inodora är en vinruteväxtart som beskrevs av Frederick Manson Bailey. Citrus inodora ingår i släktet citrusar, och familjen vinruteväxter. Inga underarter finns listade i Catalogue of Life.